# Un recuerdo infantil de Leonardo da Vinci
Un recuerdo infantil de Leonardo da Vinci (en alemán Eine Kindheitserinnerung des Leonardo da Vinci) es una obra de Sigmund Freud de 1910. Se trata de la aplicación de los métodos del psicoanálisis clínico al estudio biográfico de personajes históricos. El presente trabajo sobre Leonardo da Vinci fue la última incursión a gran escala de Freud en el campo de la biografía debido al recibimiento de desaprobación posterior.

## Contenido

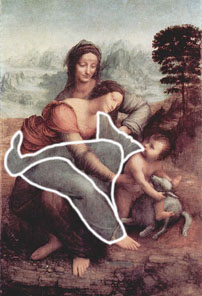
Interpretación freudiana de un buitre en el cuadro de Leonardo da Vinci Santa Ana, La Virgen y el Niño, descubrimiento efectuado inicialmente por Oskar Pfister, y acogido por Freud con bastante reserva.

En la obra desempeña un papel fundamental el recuerdo o fantasía de infancia de Leonardo de haber sido visitado en su cuna por un ave de presa introduciéndole la cola en su boca. De ello deriva precisamente el mayor defecto de la incursión de Freud: la traducción errónea del término original milano por buitre. De ahí se abandonará la idea del pájaro oculto en el cuadro Santa Ana, La Virgen y el Niño, así como el nexo con el jeroglífico correspondiente a la palabra egipcia madre, dado que en ambos casos se alude a un buitre y no al milano del cuaderno de anotaciones de Leonardo.
Sin embargo, se considera que el error de Freud no afecta a la esencia del estudio debido a las siguientes consideraciones:
1. La detallista reconstrucción de la vida emocional de Leonardo da Vinci a partir de sus primeros años.
2. La descripción del conflicto entre sus impulsos artísticos y científicos.
3. El profundo análisis de su historia psicosexual.

Añadiéndose colateralmente diversas temáticas de considerable importancia:
1. Un análisis más generalizado de la naturaleza y operaciones anímicas del artista creador.
2. Un trazado inicial del origen de uno de los tipos de homosexualidad.
3. La primera exposición completa del concepto de narcisismo.